# Femme fatale (film, 1912)
Pour les articles homonymes, voir Femme fatale (homonymie).
Pour plus de détails, voir Fiche technique et Distribution.
Femme fatale ou La Femme fatale est un film muet français de court métrage d'un réalisateur  non identifié, produit par Pathé Frères, sorti 1912.

## Fiche technique
- Titre : Femme fatale
- Titre alternatif : La Femme fatale
- Réalisation : non identifié
- Scénario :  non identifié'
- Société de production et de distribution : Pathé frères
- Pays d'origine :  France
- Langue : film muet avec les intertitres en français
- Format : Noir et blanc — 35 mm — 1,33:1 — Muet
- Métrage : 980 m
- Genre : Film dramatique
- Numéro de catalogue Pathé : 5189
- Durée : 33 minutes
- Date de sortie : 
  -  France : 2 août 1912

## Distribution
- Emile Dehelly
- René Alexandre
- Louis Ravet
- Madelien Roch
- Maroussia Destrelle